# Ri Yong-chol
Ri Yong-chol (리영철?; 18 gennaio 1991) è un calciatore nordcoreano, difensore dello Hwaebul e della nazionale nordcoreana.

## Carriera

### Nazionale
Ha partecipato ai Mondiali Under-20 del 2007 ed a quelli del 2011.
Nel 2014 ha esordito in nazionale maggiore.